# Frillagalma vityazi
Frillagalma vityazi is een hydroïdpoliep uit de familie Agalmatidae. De poliep komt uit het geslacht Frillagalma. Frillagalma vityazi werd in 1966 voor het eerst wetenschappelijk beschreven door Daniel. 